# 郝岗镇
郝岗乡，是中华人民共和国河南省周口市商水县下辖的一个乡镇级行政单位。

## 行政区划
郝岗乡下辖以下地区：
郝岗寨内村、郝岗寨外村、前沈庙村、后沈庙村、海子涯村、南常社店村、北常社店村、柴湾村、李新庄村、三义寨村、范庄村、东回窝村、西回窝村、高庙常村、大路李村、高庙卫村、官路陈村、逍停岗村、东千刘村、哲店集村、程庄村、练庄村、迎回村、东黄坡村、西黄坡村、陈坡村和吕场村。